# Northern (Sierra Leone)
Northern (Nederlands: Noordelijk) is de provincie van Sierra Leone die ruwweg de noordelijke helft van het land beslaat. De provincie meet bijna 36.000 km² en had in 2004 meer dan 1,7 miljoen inwoners. De hoofdstad van Northern is Makeni.

## Grenzen
De provincie Northern heeft een kustlijn:
- Aan de Atlantische Oceaan in het westen.

De provincie grenst aan vier regio's van buurland Guinee:
- Kindia in het noordwesten.
- Mamou in het noorden.
- Faranah in het noordoosten
- Nzérékoré in het uiterste oosten.

Verder grenst Northern aan alle andere deelgebieden van Sierra Leone:
- Eastern in het zuidoosten.
- Southern in het zuiden.
- Het gebied Western in het uiterste zuidwesten.

## Districten
Northern is onderverdeeld in vijf districten:
- Bombali
- Kambia
- Koinadugu
- Port Loko
- Tonkolili